# Ein Vertrauensmann
Ein Vertrauensmann ist ein Dokumentarfilm des DEFA-Studios für Wochenschau und Dokumentarfilme von Jürgen Böttcher aus dem Jahr 1968.

## Handlung
Im Mittelpunkt dieses Dokumentarfilms steht der im VEB Wohnungsbaukombinat Rostock tätige Bauarbeiter Hans Schmidt, der bereits zum 7. Mal von seiner Brigade als Vertrauensmann des Freien Deutschen Gewerkschaftsbundes der DDR wiedergewählt wurde. Zur Zeit der Dreharbeiten bauen er und seine Kollegen in Lütten Klein Häuser mit fünf Etagen in der Plattenbauweise. Hier, auf den leeren Flächen zwischen Rostock und Warnemünde, entsteht eine neue Stadt, in der jetzt schon 16.000 Menschen wohnen. Das Motto ist, schnell bauen, gut und billig. Die meisten Mitglieder der Brigade arbeiten bereits länger als ein Jahrzehnt zusammen und haben bereits Reutershagen und Rostock/Süd errichtet. Sie sind Schrittmacher für die angestrebten Bauleistungen in der gesamten DDR.
Ihr Vertrauensmann Hans Schmidt, einer von 200.000 in der Republik, ist 31 Jahre alt, mit einer Lehrerin verheiratet und hat zwei Kinder, er ist Mitglied der SED und natürlich der Gewerkschaft. Er hat bereits eine neuerbaute Wohnung in Lütten Klein. Da die Brigade die Patenschaft über eine Schulklasse übernommen hat, hat er natürlich mit mehr Kindern zu tun, als mit den eigenen. Auf der Baustelle haben sich die Kollegen verpflichtet, 50 Wohnungseinheiten in 50 Tagen zu errichten und das mit einem Qualitätsdurchschnitt von 1,65, was nur mit großen Anstrengungen zu schaffen ist. Doch die zukünftigen Bewohner, die zum großen Teil im Hafen und in der Werft arbeiten, warten bereits auf die verbesserten Wohnbedingungen.
Jeden Monat kassiert Hans Schmidt den Gewerkschaftsbeitrag und ohne zu zögern bezahlt jedes Mitglied eine Mark der DDR für die Solidarität. Es gibt Situationen, bei denen sich die Bauarbeiter untereinander über Dinge unterhalten, die nicht so richtig funktionieren. So kommt es vor, dass sie mit dem Plan nicht vorwärtskommen und dadurch auch weniger verdienen, obwohl sie selbst keinen Einfluss darauf haben. Natürlich werden Probleme auch offen diskutiert, wenn es zum Beispiel um nicht bearbeitete Verbesserungsvorschläge geht, selbst wenn der Gesprächspartner der Bauleiter ist. Die Arbeiter erwarten, dass die Betriebsleitung die Lage des Betriebes, den Plan und die Kosten gründlich und offen darlegt, denn sie wollen wissen, wie ihnen die Leitung beim Bauen hilft. Wenn Hans Schmidt einige Fragen nicht beantworten kann, geht er zum BGL-Vorsitzenden und versucht, hier Antworten zu bekommen.
Monatlich findet mit der Gewerkschaftsgruppe eine Versammlung statt, auf der anstehende Probleme angesprochen und eventuell auch gleich geklärt werden können. Zu der im Film gezeigten und von Hans Schmidt geleiteten Versammlung des Monats Juni sind der Bauleiter der Montageabteilung und Mitglied des Staatsrates der DDR Paul Strauß, der Meister Bolo, der Ingenieur Biedeberg und der BGL-Vorsitzende Keil als Gäste erschienen. Es geht aber nicht nur um den Arbeitsplan und dessen Erfüllung, sondern auch andere Sachen aus dem Umfeld werden angesprochen, So gibt es zum Beispiel arge Probleme mit der Essenversorgung, mit der die Kollegen unzufrieden sind. Doch der BGL-Vorsitzende wirft ein, dass man nicht nur über das Essen diskutiere soll, sondern auch um die Kosten im Arbeitsablauf und Paul Strauß ergänzt, dass es bei der geforderten Drei-Schicht-Arbeit den Arbeitern in der Spät- und Nachtschicht nicht schlechter gehen soll, als der Tagschicht. Es werden noch mehr Fragen aufgeworfen, deren Antworten nicht immer befriedigend ausfallen.
Doch im Film geht es nicht nur um die Arbeit, sondern auch um Brigadeabende. Hier lernen sich die Kollegen mit ihren Familien beim Tanz und einem Glas Wein, oder auch bei einem Spaziergang am Ostseestrand besser kennen, was sich auch positiv auf den Arbeitsprozess auswirkt. Der 7. FDGB-Kongress, der in diesem Film mehrfach erwähnt wird, hat folgende Aufgabe gestellt: Ideologie, Ökonomie, Kultur und die Verbesserung der Arbeits- und Lebensbedingungen sind als eine Einheit zu betrachten. Diese Einheit wird in der vorgestellten Gewerkschaftsgruppe verwirklicht, was dieser Film zum Ausdruck bringen will.

## Produktion und Veröffentlichung
Ein Vertrauensmann wurde unter den Arbeitstiteln Vertrauensmann Hans Schmidt und VEB WBK Rostock als Schwarzweißfilm hergestellt. Ein Termin der Erstaufführung lässt sich nicht nachweisen.